# Tramatza
Tramatza – miejscowość i gmina we Włoszech, w regionie Sardynia, w prowincji Oristano.
Według danych na rok 2004 gminę zamieszkiwało 998 osób, 62,4 os./km². Graniczy z Bauladu, Milis, San Vero Milis, Siamaggiore, Solarussa i Zeddiani.